# Antrim Township (Pennsylvanie)
Pour les articles homonymes, voir Antrim Township.
Antrim Township est un township situé au sud du comté de Franklin, en Pennsylvanie, aux États-Unis,. En 2010, il comptait une population de 14 893 habitants.

## Démographie
Lors du recensement de 2010, le township comptait une population de 14 893 habitants. Elle est estimée, en 2018, à 15 528 habitants.